# Mårten
Mårten ist eine schwedische Form des männlichen Vornamens Martin.

## Namensträger
- Mårten Boström (* 1982), finnischer Leichtathlet und Orientierungsläufer
- Mårten Handler (* 1975), schwedischer Skilangläufer und Biathlet
- Mårten Mickos (* 1962), finnischer IT-Unternehmer
- Mårten Sandén (* 1962), schwedischer Schriftsteller
- Mårten Segercrantz (1941–2018), finnischer Badmintonspieler
- Mårten Stenberger (1898–1973), schwedischer Prähistoriker
- Mårten Triewald (1691–1747), schwedischer Händler, Techniker und Gelehrter
- Mårten Eskil Winge (1825–1896), schwedischer Maler, Illustrator und Hochschullehrer